# Palmira
För andra betydelser, se Palmira (olika betydelser).
Palmira är en kommun och stad i Colombia.   Den ligger i departementet Valle del Cauca, i västra delen av landet, 270 km väster om huvudstaden Bogotá. Antalet invånare i kommunen är 284 470. Arean är 1 123 kvadratkilometer.
Kommunen ingår i Calis storstadsområde och centralorten hade 232 914 invånare år 2008. Palmira grundades 1688.